# Ракитянский, Константин Ефимович
Константин Ефимович Ракитянский (25 октября 1915, Мариуполь — 18 декабря 2008) — донецкий скульптор, член Национального союза художников Украины.

## Биография
Родился 25 октября 1915 года в Мариуполе в семье рабочего. Жил и учился в Дружковке, затем Краматорске. Занимался в изостудиях и кружках Дружковки и Краматорска. Учился заочно в московском университете народного творчества им. Н. К. Крупской.
Участвовал в Великой Отечественной войне в инженерно-саперной части 8 гвардейской дивизии Сталинградского фронта, дошёл до Берлина. Участвовал в освобождении Донбасса, Ковеля, Познани, Варшавы. Награждён орденом Отечественной войны II степени, «За мужество» и медалями «За боевые заслуги», «За отвагу» и . В 1948 году был демобилизован. После войны работал в кооперативном товариществе художников.
Создавал работы в жанре станковой, монументальной и портретной скульптуры. Изготовил в соавторстве с донецкими архитекторами много надгробий и памятников воинам, погибшим в годы Великой Отечественной войны. Самая значимая работа — памятник «Слава шахтёрскому труду» над которой скульптор работал с 1964 по 1967 год совместно с архитектором Павлом Вигдергаузом. Памятник стал «визитной карточкой» Донецка.
Умер 18 декабря 2008 года на 94-м году жизни.

## Список работ Ракитянского
| Фото | Название                                                                                | Дата установки | Место установки                                                    | Краткое описание                       |
| ---- | --------------------------------------------------------------------------------------- | -------------- | ------------------------------------------------------------------ | -------------------------------------- |
|      | Слава шахтёрскому труду                                                                 | 1967           | Киевский район Донецка, Шахтёрская площадь                         | Архитектор: Павел Исаакович Вигдергауз |
|      | Двухфигурная композиция в память о воинах, погибших в годы Великой Отечественной войны. |                | посёлок донецкого завода «Точмаш»                                  |                                        |
|      | Несколько бюстов писателей и учёных                                                     |                | читальный зал Донецкой областной научной библиотеки имени Крупской |                                        |